# Mayrton Bahia
Mayrton Villa Bahia (* in Niterói) ist ein brasilianischer Musikproduzent.

## Leben
Bahia war als Produzent für verschiedene Künstler tätig, insbesondere für die Rockband Legião Urbana, mit der sechs Alben entstanden. Er arbeitete für die Plattenfirmen EMI und Polygram und machte sich später mit seinem eigenen Label Radical Records selbständig.
Er ist außerdem Dozent am Instituto Politécnico der Universidade Estácio de Sá.
| Personendaten    | Personendaten                  |
| ---------------- | ------------------------------ |
| NAME             | Bahia, Mayrton                 |
| ALTERNATIVNAMEN  | Villa Bahia, Mayrton           |
| KURZBESCHREIBUNG | brasilianischer Musikproduzent |
| GEBURTSDATUM     | 20. Jahrhundert                |
| GEBURTSORT       | Niterói                        |